# TaPOS
Terminal omogoča plačevanje z mobilnim telefonom in brez-kontaktno pametno kartico. Je vodoodporen in prilagodljiv. Namestiti ga je možno na več vrst naprav, kot so parkomati, avtomatske blagajne, rampe in razni prodajni avtomati. Vsebuje NFC tehnologijo, s katero se lahko uporabljajo tudi določeni pametni telefoni ter vsebuje posebne algoritme za zanesljiv prenos
podatkov po govornem kanalu (DOV), kar omogoča uporabo tudi v zelo hrupnem okolju in s katerega koli telefona. Povezava s procesnim centrom je možna tudi prek GPRS/IP povezave.
V sistemu enotne mestne kartice Urbana je terminal nameščen na obstoječe naprave na parkiriščih in na Urbanomatu. S terminalom na parkirnih avtomatih je tako mogoče plačati parkirnino z Urbano ali mobilnim telefonom; na Urbanomatu pa je možen nakup terminskih vozovnic in pregled dobroimetja ali polnitev Urbane.

## Lastnosti terminala
- Enostavna vgradnja
·
- Nabor protokolov (T=1, MDB, Executive, UTPRO, Parallel) za povezavo z ostalimi napravami.
- ohišje odporno na različne na vremenske razmere
- NFC čitalnik za uporabo brezkontaktni pametnih kartic
- DOV (prenos podatkov prek glasovnega kanala)